# Приватна библиотека
Приватна библиотека је врста библиотеке која се налази у приватном власништву. За разлику од јавних библиотека успоставља се за употребу мањег број људи или једне особе. Као код јавних библиотека, поједини власници библиотека категоризују, каталогизују и стављају жиг који указује на власништво књига и других публикација. Неки власници приватних библиотека продају или даривају своје библиотеке већим јавним библиотекама
Кроз историју ране библиотеке су припадале храмовима и административним телима, слично модерним архивима, и обично су били резервисани за племство, академике или теологе. Примери најранијих приватних библиотека су пронађени у античким градовима Угарит (датирана око 1200. године пре Христа) и Ниниви (седмо столеће пре Христа).

## Историја

### Месопотамија
Месопотамија је била простор на којем се налазио велики број приватних библиотека, од којих су многе имале значајне колекције са више од 400 таблица.

### Египат
Док приватне библиотеке у старом Египту нису биле уобичајене, оне су постојале у одређеној мери. Један од проблема у препознавању потенцијалних појединачних библиотека је то што је често тешко разликовати личну библиотеку и библиотеку у склопу храма. Пронађено је неколико археолошких налаза који сугеришу да су писари, лекари и врачеви имали своје библиотеке, које су садржале и списа са тумачењем снова, чинима, писања о астрологији, личну коренсподенцију.

### Грчка
У 600. Пре Христа постојале су многобројне библиотеке у античкој Грчкој. Током наредна три века, култура писане речи је заузела примат. Иако су јавне библиотеке постојале у појединим градовима и биле доступне свима, већина грађана је била неписмена. Приватне колекције и библиотеке у власништву елита су расле, заједно са луксузним кућама и намештајем у који су били смештане књиге. Приватне библиотеке нису поседовали само богати, већ и стручњаци којима су требале информације "на дохват руке", попут лекара и учењака. Знамените личности академског света свог доба, попут Аристотела (који је уступао своју библиотеку колегама и студентима на коришћење), Еурипида, Херодота и Платона, имали су своје приватне библиотеке са великим колекцијама.

### Кина
У античкој Кини су постојале неизмерне приватне библиотеке и део власника је своје колекције уступао јавности на коришћење.
Ове институције су се на кинеском језику називале „кућа за прикупљање књига“, што је било широко прихваћено од династије Сонг. Под утицајем схватања малих сељака, патријархалног система, недостатка књига и других чинилаца, било је заступљено „скривање књиге“.

### Рим
Најраније приватне библиотека у Риму формиране су од ратног плена. На пример, римски генерал Аемилус је након победе над македонским краљем Персеусом 168. Пре Христа једино опљачкао његову приватну библиотеку.
Готово свака племићка кућа је имала библиотеку, које су увек биле подељене у два сегмента, један за дела на Латинском и други за дела на Грчком, што се практиковала ов Октавијана Августа. Претпоставља се да су у Риму први пут установљене пецијализоване библиотеке, медицинске, правне и друге. У петом веку пре нове ере, на острву Kос изван града Пергамума, у светилишту Асклепијус изграђен је медицински комплекс са библиотеком. Ово је прва медицинска школа за коју се зна да постоји, па се према томе може сматрати и првом библиотеком овог типа.
Прибављање књига за личну употребу и самообразовање је било веома заступељно и популарно у римском свету, што су практиковали и римски владари, који су неретко били писци.
Римски суверен Хадријан имао је наклоност према свим врстама литературе; његова приватно уточиште и вила имала је своју библиотеку, већински сачињену од дела на грчком и латинском. Тешко је проценити колико је рукописа садржала библиотека, једна процена тврди да је један дрвени орман могао да садржи барем 1,500 дела.
Током владавине Нерона свака грађена вила је садржала библиотеку и оне су изједначене по важности са купатилима. Забележено је и да император Гордијан II наследио библиотеку од 62,000 рукописа од свог учитеља.

### Ренесанса
Ренесанса у Европи носила је са собом обновљено интересовање за књиге и стварање личних библиотека, што је било уобичајено за владаре и богате грађане из овог периода.

### Колонијална Северна Америка
Приватне библиотеке су биле карактеристичне за прве колонисте у Северној Америци. Записи из периода 1720−1770 из државе Мериленд показује да натполовична већина народа поседовала барем Библију у својим кућним библиотека. У Вирџинији је постојао близу 1000 проватних библиотека.
Знамените личности и оснивачи САД имали су велике приватне библиотеке, попут Џорџа Вашингтона, Џона Адамса, Бенџамин Френклин и Томаса Џеферсона.

### Србија
Прве приватне библиотеке у српској историји имали су средњовековни владари, властелини, поједини интелектуалци, као и средњовековни манастири као центри духовности и писмености.
Немањићи нису имали династијску библиотеку и мало је записа о приватним библиотекама због бурне историје, ратова и честих промена престонице.
Записано да је угледни чиновник српске државе који је водио латинску канцеларију, Которанин Никола де Архилупис имао приватну библиотеку у којој су се нашла дела римских класика и италијанских хуманиста.
Сматра се да је краљ Стефан Радослав Немањић вероватно имао своју библиотеку, пошто је био изузетно образован. Дубровачки историчар Саро Цријевић писао је да је цар Душан желео да оснује библиотеку у Дубровнику у које сврхе је купио неколико скупих зборника.
Царица Јелена Страцимировић Немањић имала је приватну библиотеку.
У модерној српској историји прве приватне грађанске библиотеке имају Срби који су живели на простору Аустро-Угарске. Сава Текелија и Стефан Стратимировић имали су обимне приватну библиотеке.
Деспот Стефан Лазаревић је поседовао приватну библиотеку и улагао значајна средства и време у преписивање књиге и просвећеност. На његовим књигама пронађена је и ознака власништва као претеча ex libiris.
Деспотска породица Бранковић наручивала је књиге и имала приватну библиотеку (за коју се претпоставља да је била наследна), од које су одређени рукописи сачувани у њиховој задужбини манастиру Крушедол.
Средњовековне библиотеке нису биле, према модерних схватањима, библиотеке са богатим фондом и грађом. Није остао ни један директан опис или визуелно представљање српске средњовековне приватне библиотеке.
Један од најдуговечнијих породичних библиотека у Србији је Библиотека Лазић, која је формирана почетком 18. века а  отворена за јавност 1882. у Банату.
Девет генерација је континуирано баштинило и развијало библиотеку, која чини основу Удружења за културу, уметност и међународну сарадњу „Адлигат”.
Адлигат поседује једну од водећих приватних библиотека у Србији и на Балкану, са приближно два милиона библиографских јединица, од чега преко милион књига. Из фонда библиотеке је поклoњено преко милион књига у оквиру акције „Милион књига за Србију”.